# Wyhl am Kaiserstuhl
Die Gemeinde Wyhl am Kaiserstuhl (Aussprache: [vi:l]) liegt im Landkreis Emmendingen (Baden-Württemberg). Überregional bekannt wurde der Ort Wyhl in den 1970er Jahren durch den Widerstand gegen das dort geplante Kernkraftwerk Wyhl.

## Geographie

### Geographische Lage
Das Dorf Wyhl liegt in der Oberrheinebene am nordwestlichen Rand des Kaiserstuhls und hat im Westen den Rhein als natürliche Grenze zu Frankreich. Die Kreisstadt Emmendingen ist etwa 19 km östlich, die Stadt Freiburg im Breisgau 32 km südöstlich gelegen.

### Nachbargemeinden

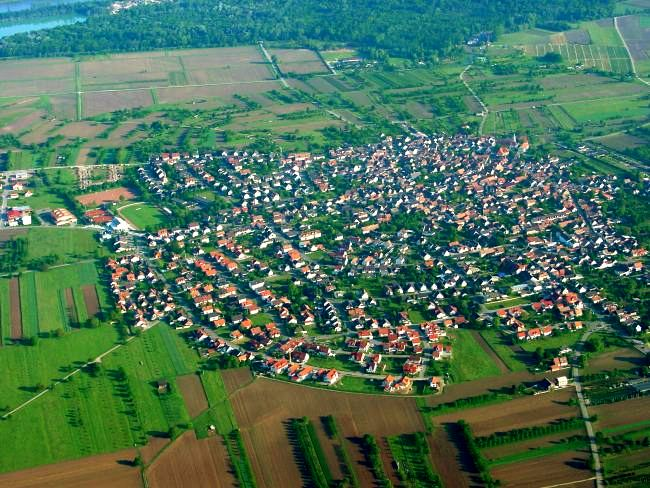
Wyhl am Kaiserstuhl

Nachbargemeinden von Wyhl sind (vom Norden im Uhrzeigersinn): Weisweil, Forchheim (Kaiserstuhl), die Stadt Endingen am Kaiserstuhl, Königschaffhausen am Kaiserstuhl, Sasbach am Kaiserstuhl sowie Mackenheim im französischen Elsass.

### Gemeindegliederung
Zur Gemeinde Wyhl am Kaiserstuhl gehören das Dorf Wyhl, das Gehöft Wyhler Mühle und der Wohnplatz Kiesgrube Albert Schweitzer. Im Gemeindegebiet liegen der Burgstall der Burg Schafgießen und die abgegangene Ortschaft Wöllingen.

## Geschichte

### Bis zum 18. Jahrhundert
Schon aus der Zeit um 50 v. Chr. finden sich Spuren einer keltoromanischen Siedlung.
Der damals zu Vorderösterreich gehörende Ort wurde am 7. März 1751 bei einem Brand weitgehend zerstört. Hierfür wurde die 63-jährige Bäuerin Anna Trutt verantwortlich gemacht und in Endingen wegen Teufelspakt und Brandstiftung angeklagt, als Hexe verurteilt und nach Erdrosselung auf dem Scheiterhaufen verbrannt. Die örtliche Obrigkeit vertuschte den Fall gegenüber der Regierung in Wien, da damals Hexenprozesse in Österreich verboten waren.
Die Struktur der Gemeinde war früher hauptsächlich durch die Landwirtschaft geprägt. Später spielten Zigarrenfabriken eine größere Rolle.

### Kernkraftwerk Wyhl
Überregional bekannt wurde Wyhl in den 1970er Jahren durch die Auseinandersetzung um den Bau des Kernkraftwerks Wyhl; der Konflikt in Wyhl gilt als Wendepunkt der deutschen Anti-Atomkraft-Bewegung. Nachdem der seit 1969 geplante, ursprünglich vorgesehene Standort Breisach auf Grund von Protesten aufgegeben wurde, wurde im Juli 1973 Wyhl als Standort für ein Kraftwerk am Kaiserstuhl genannt. Daraufhin entstanden zahlreiche Bürgerinitiativen, die sich 1974 zu einem Internationalen Komitee zusammenschlossen. Demonstrationen (Sternfahrten aus dem Dreiländereck) und Platzbesetzungen fanden statt. Das Projekt wurde nach einiger Zeit eingestellt: In der Urteilsbegründung des Verwaltungsgerichts Freiburg 1977 wurde zwar nach wie vor von seiner Ungefährlichkeit ausgegangen, der Bau jedoch als zurzeit politisch nicht durchsetzbar bezeichnet. Dieses Urteil wurde allerdings vom Verwaltungsgerichtshof Mannheim 1982 wieder aufgehoben.

### Einwohnerentwicklung
| Jahr      | 1970 | 1987 | 1991 | 1995 | 2005 | 2010 | 2015 | 2020 | 2023 |
| Einwohner | 2689 | 2863 | 3147 | 3378 | 3667 | 3612 | 3686 | 3874 | 4014 |

## Politik

### Gemeinderat
Der Gemeinderat in Wyhl  besteht aus zwölf gewählten ehrenamtlichen Gemeinderäten und dem Bürgermeister als Vorsitzendem. Der Bürgermeister ist im Gemeinderat stimmberechtigt.
Die Kommunalwahl am 9. Juni 2024 führte zu folgendem Endergebnis (mit Vergleichszahlen der beiden vorigen Wahlen):
| Parteien und Wählergemeinschaften | Parteien und Wählergemeinschaften           | % 2024  | Sitze 2024 |         | % 2019  | Sitze 2019 | % 2014 | Sitze 2014 |
| FW                                | Freie Wählervereinigung                     | 56,0    | 7          | 61,22   | 7       | 45,6       | 6      |            |
| CDU                               | Christlich Demokratische Union Deutschlands | 44,0    | 5          | 38,78   | 5       | 34,8       | 4      |            |
| SPD                               | Sozialdemokratische Partei Deutschlands     | –       | –          | –       | –       | 19,6       | 2      |            |
| Gesamt                            | Gesamt                                      | 100     | 12         | 100     | 12      | 100        | 12     |            |
| Wahlbeteiligung                   | Wahlbeteiligung                             | 65,32 % | 65,32 %    | 63,37 % | 63,37 % | 55,1 %     | 55,1 % |            |

### Bürgermeister
Bürgermeister ist seit 2016 Ferdinand Burger. Er wurde am 5. Juni 2016 mit 60,6 Prozent der Stimmen gewählt. Am 30. Juni 2024 wurde er mit 92,7 Prozent der Stimmen für eine zweite Amtszeit wiedergewählt. Zuvor war von 1992 bis 2016 Joachim Ruth Bürgermeister.

### Wappen
Blasonierung: „In gespaltenem Schild; vorn in Rot eine gestürzte goldene Pflugschar, hinten in Blau ein pfahlweis gestelltes silbernes Senseneisen.“
Das älteste nachweisbare Gerichtssiegel von Wyhl und dem im 18. Jahrhundert abgegangenen Wöllingen an einer Urkunde von 1609 zeigt bereits die Pflugschar, jedoch abwärts gekehrt, und das Senseneisen. Seit dem in der zweiten Hälfte des 18. Jahrhunderts belegten Siegel zeigen alle Stempel dann das Wappenbild in der heute noch gebräuchlichen Form. Lediglich das mit 1840 datierte Gemeindewappen im Türsturz an der Mühle bringt die Wappenfelder vertauscht. Im Jahre 1905 wurden anlässlich der Neuzeichnung des Siegels durch das Generallandesarchiv auch die Farben des Wappens festgelegt, wobei die Tingierung des hinteren Feldes entsprechend der des Wappens der Stadt Endingen gewählt wurde. Die Ortsherrschaft lag seit 1413 als österreichisches Pfand und später Lehen ganz oder zur Hälfte bei der Stadt. Die Farben im vorderen Feld können als die badischen angesehen werden.
Die Flagge ist gelb-rot gestreift.

## Infrastruktur

### Verkehr
Durch Wyhl verläuft die rechtsrheinische Variante des Rheinradwegs, der von der Quelle des Rheins am Oberalppass im Schweizer Kanton Graubünden bis zur Mündung bei Rotterdam führt. Von Breisach kommend verläuft er am Rhein entlang bis Weisweil und führt dabei über das Gemeindegebiet von Wyhl. Er ist als Eurovelo-Route 15 (Rheinradweg) und als D-Route 8 (Rhein-Route) ausgewiesen.

### Bildung
Wyhl verfügt über eine Hauptschule mit Werkrealschule und eine Grundschule.

## Kultur
In Wyhl gibt es ein Heimatmuseum, einen Musikverein, eine Narrenzunft mit 2 Häs, einen Kirchenchor sowie rund 35 weitere Vereine. Seit 1976 gibt es eine Vereinsgemeinschaft, welche alle zwei Jahre das „Wyhler Gassenfest“ veranstaltet.

### Religion
Die katholische Kirche St. Blasius bildet mit dem Pfarrhaus ein barockes, später umgeformtes Ensemble. Die Kirche besitzt noch ihre barocken Altäre mit Gemälden von Johann Pfunner und Skulpturen von Matthias Faller, das Pfarrhaus Rokoko-Stuck. Die Kirchengemeinde gehört zur katholischen Seelsorgeeinheit „Am Litzelberg“.

### Sport
In Wyhl gibt es eine Fußballmannschaft, die in der Landesliga spielt, und eine Kunstturnmannschaft in der Landes- und Bezirksliga.
Der SC Wyhl stieg in der Saison 2009/2010 erstmals in der Vereinsgeschichte in die Landesliga auf. In der Saison 2012/2013 schaffte der Verein den Aufstieg in die Verbandsliga.

### Jugend
In Wyhl gibt es seit 40 Jahren ein autonomes Jugendzentrum. Dieses wird vom Verein Aktion Jugendzentrum Wyhl e. V. betrieben. Mittlerweile zählt es zu den größten autonomen Jugendzentren in Baden-Württemberg und wurde 2015 für das hervorragende ehrenamtliche Engagement mit dem Ehrenamtspreis der Landesregierung „Echt gut!“ in der Kategorie Junge Aktive ausgezeichnet. 2016 stand das AJZ Wyhl beim Deutschen Engagementspreis zur Wahl und schaffte es unter die besten 100 Organisationen (6500 Projekte standen zur Auswahl).

## Sagen und Legenden
Das „Baroner Kritzli“ in Wyhl

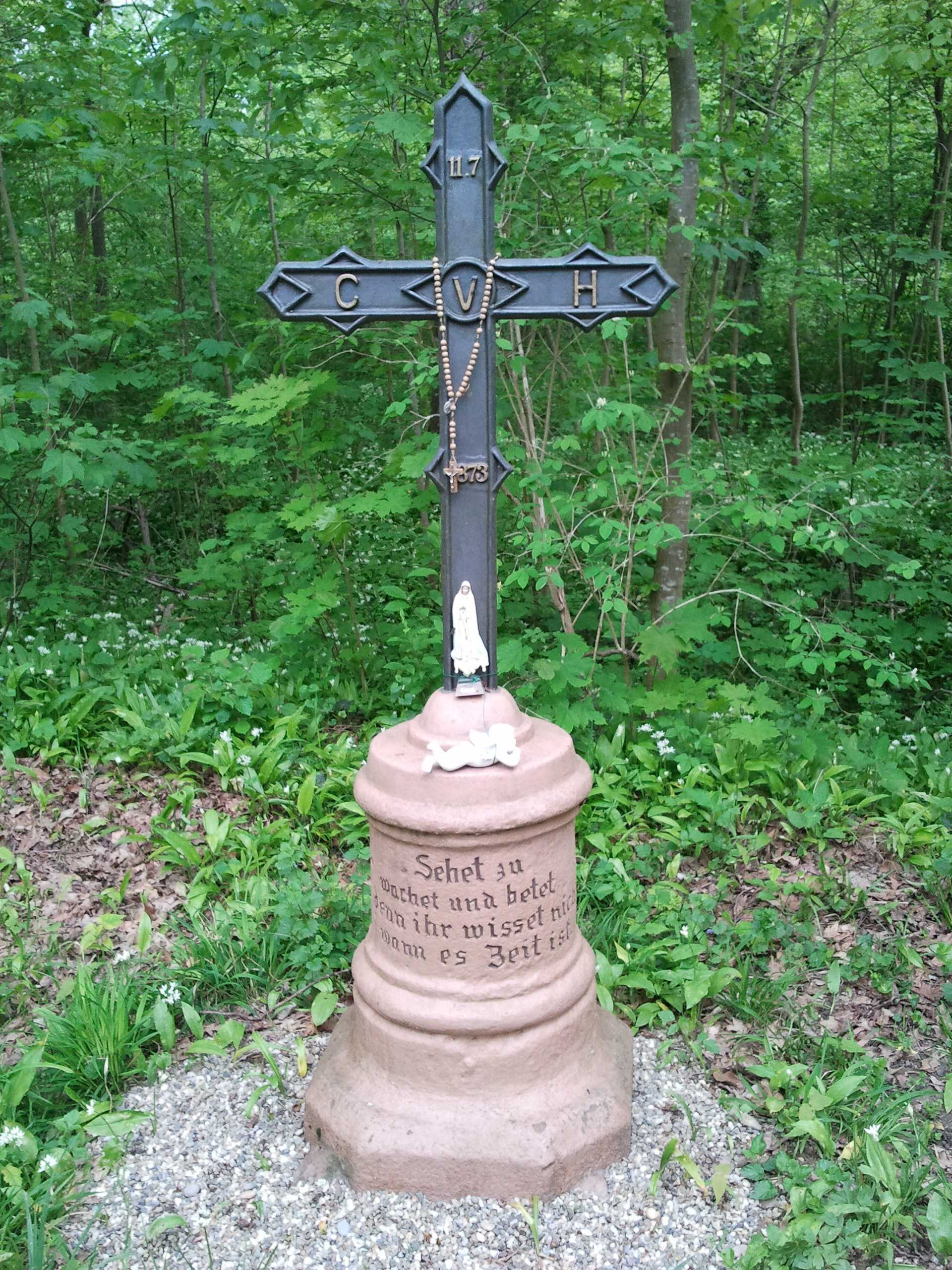
Baroner Kritzli

Die Geschichte eines tragischen Jagdunfalles:
Die Jagd im Rheinwald war wegen des Wildreichtums früher sehr begehrt. Noch im 19. Jahrhundert pflegte der Adel des Kaiserstuhls hier zu jagen. Die Herren von Girardi waren im Sommer die Jagdherren und auch beliebte Gastgeber für die jagdfreudigen Herren der Nachbarschaft. Auf solch einer Jagd soll es zum tragischen Unfall gekommen sein, der schließlich zur Erstellung des „Baroner-Kritzli“ geführt hat.
Folgendes hat sich ereignet:
Die Herren von Girardi hatten die Edlen der Nachbarschaft zur Treibjagd eingeladen. Unter diesen Gästen soll auch ein junger „Herr“ mit seinem Stiefvater gewesen sein, zwischen denen ein heimlicher Groll war, wie das so zu geschehen pflegt, wenn die Mutter mit großen Kindern noch freit.
Am 14. Juli 1873 zogen die Herren zur Treibjagd aus. Keiner dachte an diesem wunderschönen Tag an etwas Böses und mit Hussa und Jagdhornschall ging es los. Schüsse krachten und mit Halali feierte man jede erlegte Sau.
Des einen Stiefvater aber hatte einen schweren Stand, immer wenn er glaubte einen stattlichen Eber zu erlegen, entwischte dieser ihm. Die übrige Jagdgesellschaft konnte ihn am Abend nur noch aus der Ferne vernehmen. Da hörte er ein Knacken und Brechen und ein zorniges Grunzen, das immer näher auf ihn zuzukommen schien. Jetzt galt´s! Zwischen Busch und Stamm sah er etwas Fleckiges, Graues und schon krachte auch sein schnell gezielter Schuss.
Aber zu seinem Entsetzen hörte er statt des Röchelns eines getroffenen Ebers einen menschlichen Klagelaut! Er eilte zur Abschussstelle und fand statt des Ebers seinen eigenen Stiefsohn, von seiner Kugel getroffen, sterbend am Boden.
Zur Erinnerung an jenen tragischen Unfall errichtete die Herrschaft das vom Volksmund genannte „Baroner Kritzli“ an der Stelle wo jener junge Baron sein Leben aushauchte.
Auf dem Kreuz stehen die mahnenden Worte:
„Sehet zu, wachet und betet, denn ihr wisset nicht, wann es Zeit ist“
Am 18. Dezember 1909 wurde das von Jugendlichen beschädigte Kreuz vom Schmied Wilhelm Fränzle wieder zusammengeschraubt, worüber die Inschrift auf der Rückseite Auskunft gab. Später wurde es gestohlen. Danach wurde ein schmiedeeisernes Kreuz, das der früheren Form stilgerecht entsprach, vom hiesigen Naturpfleger Meinrad Schwörer gefertigt und am 19. März 1956 am gleichen Ort neu aufgestellt. Und wieder wurde das Kreuz gestohlen und um 1983 vom Schlossermeister Manfred Burkart neu gefertigt. Der beschädigte Steinsockel wurde vom Maurer Werner Öschger restauriert. Und so ist das Baroner Kritzli heute noch ein beliebtes Ausflugsziel der Wyhler Bevölkerung.

## Persönlichkeiten
- Anna Trutt, verh. Schnidenwind (1688–1751) war eine der letzten Frauen, die in Deutschland als Hexe verfolgt und öffentlich hingerichtet wurde. Ihr wurde der Anna-Trutt-Weg gewidmet.
- Walter Schumann (* 1946), Polizist, war Polizeipräsident von Merseburg 1995–2011.